# Canthidium elegantulum
Canthidium elegantulum är en skalbaggsart som beskrevs av Vladimir Balthasar 1939. Canthidium elegantulum ingår i släktet Canthidium och familjen bladhorningar. Inga underarter finns listade.